# Международен филмов фестивал „Братя Манаки“
Международният фестивал за филмова камера „Братя Манаки“ се провежда ежегодно всяка есен в град Битоля, в Северна Македония. Той се отличава със специалния фокус върху операторското майсторство, за което се присъждат основите награди. Носи името на кинопионерите братята Янаки и Милтон Манаки.

## История
Кинофестивалът се организира от Дружеството на филмовите работници на Македония от 1979 г., когато се провежда първият преглед на югославски филми. През 1983 г. се въвежда състезателната програма, когато са дадени първите две награди за оператори на игрален пълнометражен и документален късометражен филм. След разпадането на Югославия и създаването на Република Македония от 1993 г. фестивалът става международен. Тогава са връчени и първите награди Златна, Сребърна и Бронзова камера 300.
Фестивалът се радва на сериозна държавна подкрепа – всяка година президентът на Р. Македония е негов официален покровител и обикновено присъства на неговото откриване, а министерството на културата осигурява основното финансиране. Активно участие в организацията има и домакинът община Битоля. От 2009 г. директор на фестивала е актрисата Лабина Митевска.

## Награди
Наградите, присъждани от международното жури, са:
- „Златна камера 300“
- „Сребърна камера 300“
- „Бронзова камера 300“

Двете награди се присъждат за операторско майсторство.
- „Златна камера 300 за цялостен принос“
- „Специална Златна камера 300 за голям принос във филмово изкуство“